# Walhalla (Caroline du Sud)
Pour les articles homonymes, voir Walhalla.
La ville de Walhalla est le siège du comté d'Oconee, situé en Caroline du Sud, aux États-Unis.

## Démographie
| 1870 | 1880 | 1890 | 1900  | 1910  | 1920  |
| ---- | ---- | ---- | ----- | ----- | ----- |
| 716  | 789  | 820  | 1 307 | 1 595 | 2 068 |

| 1930  | 1940  | 1950  | 1960  | 1970  | 1980  |
| ----- | ----- | ----- | ----- | ----- | ----- |
| 2 388 | 2 820 | 3 104 | 3 431 | 3 662 | 3 977 |

| 1990  | 2000  | 2010  | - | - | - |
| ----- | ----- | ----- | - | - | - |
| 3 755 | 3 801 | 4 263 | - | - | - |

## Personnalités
- Cornelia Strong (1877-1955), universitaire, astronome et mathématicienne, y est née.